# Kirchlengern
Kirchlengern település Németországban, azon belül Észak-Rajna-Vesztfália tartományban. Lakosainak száma 16 517 fő (2023. december 31.). Kirchlengern Hüllhorst, Löhne, Hiddenhausen és Bünde községekkel határos.

## Népesség
A település népességének változása:
| Lakosok száma | 14 591 | 16 074 | 16 029 | 16 111 | 16 366 | 16 517 |
|               | 1975   | 2017   | 2019   | 2021   | 2022   | 2023   |